# Tillandsia 'Ed Doherty'
Tillandsia 'Ed Doherty' es un  cultivar híbrido del género Tillandsia perteneciente a la familia  Bromeliaceae.
Es un híbrido creado  con las especies Tillandsia leonamiana × Tillandsia aeranthos.